# Крюа
Крюа́ (фр. Cruas, окс. Cruàs) — коммуна во Франции, находится в регионе Рона — Альпы. Департамент коммуны — Ардеш. Входит в состав кантона Рошмор. Округ коммуны — Прива.
Код INSEE коммуны 07076.

## Климат
Летом очень тепло, однако когда дуют мистрали, температура может опускаться до 10 °C.

## Население
Население коммуны на 2008 год составляло 2709 человек.
| 1962 | 1968 | 1975 | 1982 | 1990 | 1999 | 2008 |
| ---- | ---- | ---- | ---- | ---- | ---- | ---- |
| 2079 | 1978 | 1638 | 2370 | 2200 | 2400 | 2709 |

## Экономика
В 2007 году среди 1702 человек в трудоспособном возрасте (15-64 лет) 1235 были экономически активными, 467 — неактивными (показатель активности — 72,6 %, в 1999 году было 70,6 %). Из 1235 активных работали 1115 человек (659 мужчин и 456 женщин), безработных было 120 (44 мужчины и 76 женщин). Среди 467 неактивных 151 человек были учениками или студентами, 127 — пенсионерами, 189 были неактивными по другим причинам.

## Достопримечательности
- Аббатство Сент-Мари[2]
- Руины замка Муан, его квадратные башни являются историческим памятником с 3 сентября 1912 года[3]

## Фотогалерея
- Крюа
- Базилика аббатства
- Замок Муан
- Карта коммуны